# Franco Vázquez
Franco Damián Vázquez (Tanti, 22 de fevereiro de 1989) é um futebolista argentino que atua como meio-campista. Atualmente, joga pela Cremonese.

## Títulos
Sevilha
- Liga Europa: 2019–20